# Біостроми

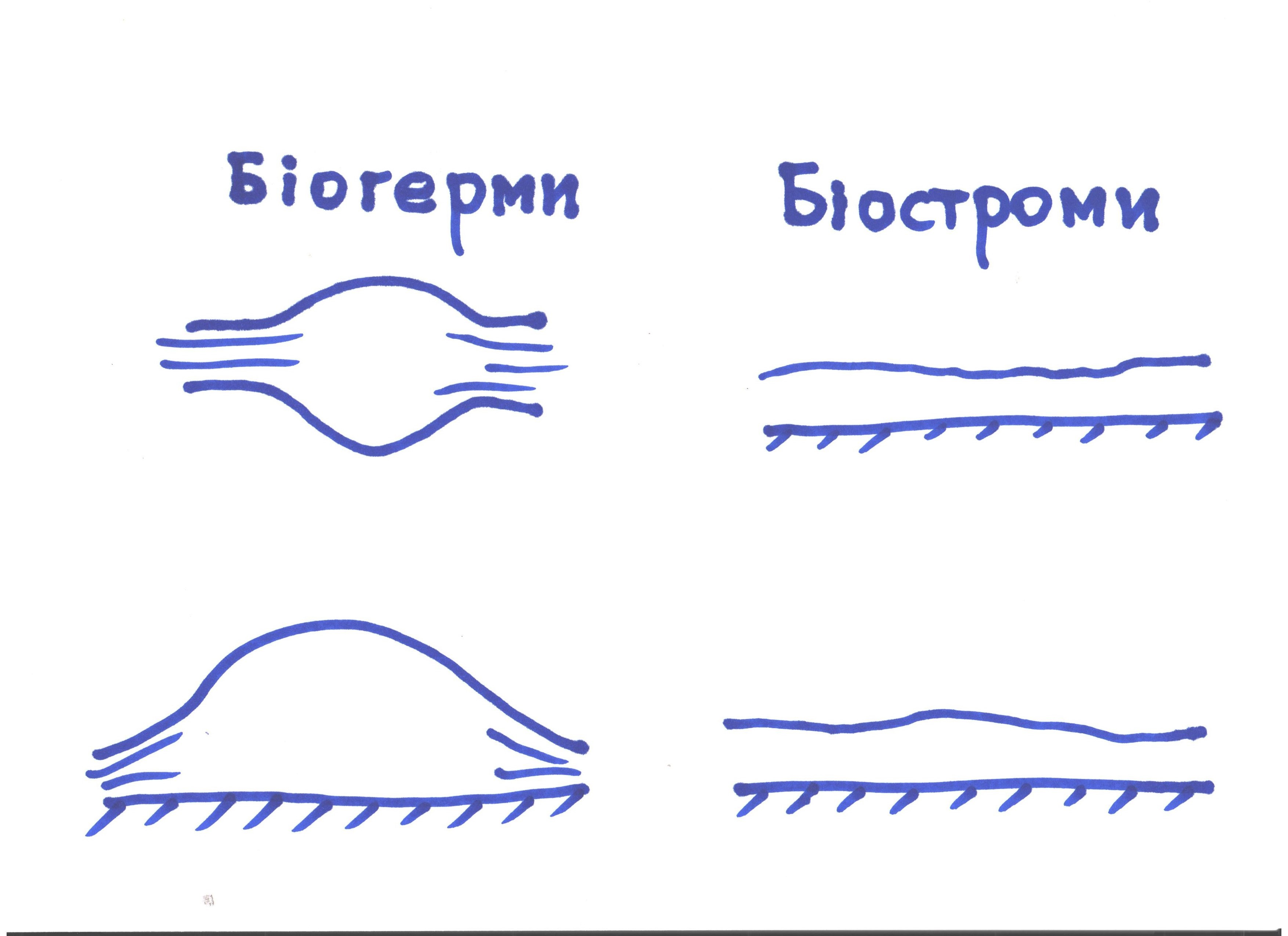

Біостроми (рос. биостромы; англ. biostromes; нім. Biostrome) — лінзи гірських порід значної довжини (десятки і сотні м), складені біогермними вапняками. За життя організмів вони являли собою банку, що піднімалася над дном басейну. Сукупність послідовно наростаючих в розрізі (в часі) біостром називають біостромовим масивом, або біостелом.